# Коколикио (Бриндизи)
Коколикио (итал. Cocolicchio) је насеље у Италији у округу Бриндизи, региону Апулија.
Према процени из 2011. у насељу је живело 89 становника. Насеље се налази на надморској висини од 282 м.